# Armia Tennessee (Unia)
Armia Tennessee – armia Unii na zachodnim teatrze operacyjnym amerykańskiej wojny secesyjnej. Nazwę swą wzięła od doliny rzeki Tennessee. Nie powinna być mylona z bardzo podobnie nazwaną konfederacką armią stanu Tennessee. Armia Tennessee składała się z dywizji z okręgu Cairo, Departamentu Missouri, przemianowana na Armię Zachodniego Tennessee, a następnie znów na Armię Tennessee. Ulysses S. Grant dowodził tą armią o trzech nazwach niemal od początku wojny aż do zwycięstwa pod Vicksburgiem w 1863 roku. Od 16 października 1863 roku Armia podlegała Wydziałowi Wojskowemu Missisipi. Pod dowództwem kolejnych generałów walczyła od Chattanoogi, poprzez Georgię i obie Karoliny aż po koniec wojny.

## Historia

### W górę rzek Cumberland i Tennessee
27 grudnia 1861 roku, generał brygady Ulysses Grant został mianowany szefem Okręgu Cumberland, Departamentu Missouri. Armia powstała z oddziałów utworzonych w tym okręgu i podzielona na trzy dywizje na rzecz kampanii w górę biegu rzek Cumberland i Tennessee. Dywizjami dowodzili gen. byg. John A. McClernand (1. Dywizja), Charles F. Smith (2. Dywizja) i Lew Wallace (3. Dywizja). Dywizje Smitha i McClernanda popłynęły rzeką Cumberland do fortu Henry. Fort jednak skapitulował przed oficerem flagowym US Navy Andrew H. Footem, dowódcą Flotylli Zachodniej, zanim jeszcze armia mogła przystąpić do ataku. W kilka dni później obie dywizje pomaszerowały lądem do fortu Donelson, gdzie połączyły się z dywizją Wallace’a sformowaną z pułków, które napłynęły rzeką Tennessee. Bitwa o Fort Donelson rozpoczęła się 12 lutego, a garnizon skapitulował 26 tego samego miesiąca.

### Shiloh i Corinth
W pięć dni po zwycięstwie pod Donelson, 21 lutego 1862, nowo mianowany generałem majorem Grant został szefem Okręgu Zachodniego Tennessee. Jego armia została wzmocniona trzema dodatkowymi dywizjami i przemianowana na Armię Zachodniego Tennessee. Jednakże zazdrosny o jego sukcesy przełożony, gen. mjr Henry W. Halleck, szef Departamentu Zachodniego, odebrał Grantowi dowodzenie ekspedycją wzdłuż rzek. W dniach 2-17 marca kontrolę operacyjną sprawował gen. C.F. Smith. Po osobistej interwencji prezydenta Lincolna, Halleck ponownie oddał dowództwo Grantowi.
W kwietniu armia (pod nową nazwą) wzięła udział w swej pierwszej poważnej bitwie pod Shiloh. Pierwszego dnia bitwy armia poniosła znaczne straty. Dzięki poświęceniu 6. Dywizji gen. Benjamina Prentissa na pozycji zwanej 'Gniazdem Szerszeni', armia mogła uformować silne pozycje obronne i odeprzeć ostatni atak konfederatów tego dnia. W ciągu nocy nadciągać zaczęły dywizje Armii Ohio pod dowództwem gen. Buella, znacznie zwiększając siły Granta. Wzmocniony przez Buella i 3. Dywizję Wallace’a (która pierwszego dnia bitwy była poza akcją), Grant przypuścił kontratak i zmusił konfederatów do ustąpienia z pola.
30 kwietnia Halleck skonsolidował wszystkie armie zachodu Unii w Grupę Armii o sile ponad stu tysięcy żołnierzy z Armii Zachodniego Tennessee, Armii Missisipi i Armii Ohio, z sobą samym jako głównodowodzącym. Halleck nominował Granta swym zastępcą, co oznaczało odsunięcie go od dowodzenia. Siły departamentu zostały zorganizowane w trzech „skrzydłach”, z generałem Thomasem na czele Prawego Skrzydła (2., 4., 5. i 6. dywizje Armii Zachodniego Tennessee oraz dywizja Thomasa z Armii Ohio). Grant pozostał nominalnie dowódcą armii, która w praktyce nie istniała – Halleck i Thomas wydawali rozkazy bezpośrednio dowódcom dywizji przyporządkowanych Prawemu Skrzydłu. Dopiero po Oblężenie Corinthu nastąpiła ponowna reorganizacja i 10 czerwca Grant wrócił do czynnego dowodzenia.

### Vicksburg
16 października 1862 roku armia została podporządkowana Departamentowi Tennessee, stając się Armią Tennessee. W grudniu została podzielona na cztery korpusy: XIII, XV, XVI i XVII, każdy z nich składał się z 2-3 dywizji piechoty uzupełnionych kawalerią i artylerią.
Jeszcze w tym samym miesiącu XV Korpus Shermana uderzył na Vicksburg, ale został odparty w wyniku bitwy nad Chickasaw Bayou. John A. McClernand użył swych wpływów w administracji prezydenta Lincolna, by otrzymać dowództwo ekspedycji przeciw Vicksburgowi i wygrać ciche współzawodnictwo z Grantem. McClernandowi podporządkowane zostały zarówno korpus Shermana, jak i XIII Korpus. Przemianowawszy je na Armię Missisipi odniósł sukces, zajmując Fort Hindman nad rzeką Arkansas. W związku z tym, iż działanie to nie miało nic wspólnego z wyprawą na Vicksburg, Grant wykorzystał ów fakt, by usprawiedliwić ponowne objęcie przez siebie dowodzenia ekspedycją i podporządkowanie sił McClernanda Armii Tennessee.
Dzięki dobrze układającej się współpracy z Flotyllą Zachodnią, teraz dowodzoną przez Davida Portera, Grant poprowadził swoje trzy korpusy na Vicksburg w mistrzowskiej kampanii przeciw dwom armiom nieprzyjaciela. Po zdobyciu Jackson i pokonaniu konfederatów w bitwie pod Champion Hill, podjął atak na umocnienia Vicksburga, ale bez powodzenia, wobec czego rozpoczął regularne oblężenie miasta. Wkrótce armia otrzymała znaczące uzupełnienia: dywizja dawnej Armii Pogranicza pod dowództwem gen. Herrona została 11 czerwca włączona w skład XVII Korpusu. Dwie dywizje z XVI Korpusu pod gen. Washburnem dołączyły następnego dnia. IX Korpus gen. Parke’ego (8000 ludzi z Armii Ohio gen. Burnside’a weszły w skład sił oblężniczych 14 czerwca. Grant zwolnił McClernand z dowodzenia XIII Korpusem i zastąpił go gen. Ordem. Vicksburg skapitulował 4 lipca, a generałowie Herron, McPherson i Logan mieli zaszczyt wkroczyć jako pierwsi na czele swych oddziałów do miasta. Natychmiast po upadku Vicksburga dowódcą sił ekspedycyjnych, składających się z IX, XIII i XV Korpusu oraz elementów korpusów XVI i XVII, został Sherman. Siły te zdobyły 17 lipca Jackson i wkrótce potem wróciły do Vicksburga.

### Chattanooga
Gdy Armia Cumberland gen. Williama S. Rosecransa została pobita pod Chickamauga, wycofała się do Chattanooga, gdzie została okrążona przez konfederacką Armię stanu Tennessee gen. Bragga. Grant otrzymał rozkaz z Waszyngtonu, by natychmiast udał się do Chattanoogi, przejął dowództwo nad wszystkimi zgromadzonymi tam siłami i ściągnął odpowiednią liczbę wojsk, które potrafiłyby przerwać oblężenie i pokonać Bragga. Gen. Sherman został teraz dowódcą Armii Tennessee, która wzięła udział w walkach na przedpolach miasta. XV Korpus pod gen. Blairem i 2. Dywizja XVII Korpusu, dowodzona przez gen. Smitha, uderzyły na prawe skrzydło armii Bragga 25 listopada 1863 roku w tzw. III bitwie pod Chattanoogą, ale atak się nie powiódł i cały zaszczyt przełamania linii konfederackich przypadł nowemu dowódcy Armii Cumberland, gen. Thomasowi, który brawurowo zaatakował i zdobył „Missionary Ridge”.

### Meridian
Po operacji pod Chattanoogą Sherman wrócił do Vicksburga, by poprowadzić kolejną ekspedycję z tymi siłami Armii Tennessee, które jak dotąd nie zostały odesłane do Chattanoogi. Siły te (XVI Korpus i większość XVII Korpusu) opuściły Vicksburg i zajęły 19 lutego miejscowość Meridian. Po zniszczeniu znajdującej się tam stacji rozrządowej Sherman wrócił do Vicksburga. Wkrótce potem siły te skierowane zostały do Chattanoogi, gdzie Armia Tennessee miała rozpocząć kampanię w kierunku Atlanty.

### Atlanta
Po upadku Chattanoogi przed wojskami unionistów otwarła się droga wprost do serca konfederackiego Południa, gdzie w marcu 1864 roku Braxton Bragg został pozbawiony dowództwa i zastąpiony przez generała Johnstona. Z kolei w Armii Unii Ulysses S. Grant został mianowany generałem porucznikiem i naczelnym dowódcą wszystkich wojsk Armii Unii. Szefostwo Wydziału Wojskowego Missisipi – a tym samym dowodzenie nad wszystkimi siłami zbrojnymi na zachodzie – przejął w tej sytuacji Sherman. Dowódcą Armii Tennessee został gen. mjr James B. McPherson, który rozpoczynał swój udział w wojnie secesyjnej jako podpułkownik wojsk inżynieryjnych armii Granta w Forcie Donelson.
Pod dowództwem McPhersona w kampanii atlanckiej (w czasie której kolumny armijne Shermana manewrowały wokół sił Johnstona) Armia spisywała się wyśmienicie. Podczas bitwy o Atlantę 22 lipca 1864 roku armia McPhersona była głównym celem ataku wojsk gen. por. Hooda, który zastąpił Johnstona. McPherson został zabity podczas bitwy, a jego miejsce zajął tymczasowo gen. mjr John A. Logan, a następnie gen. mjr Oliver O. Howard. W końcu Armia odniosła zwycięstwo i Hood wycofał się z Atlanty 1 września.

### Georgia i Karoliny
Howard dowodził Armią Tennessee do końca wojny. Po zdobyciu Atlanty, podczas Marszu ku Morzu, Howard dowodził lewą kolumną wojsk maszerujących przez Georgię, ostatecznie zajmując Savannah. Sherman kontynuował swój niszczycielski marsz – teraz na północ – przez obie Karoliny. Armia Howarda była tym razem prawoskrzydłową kolumną inwazyjną. Podczas końcowej bitwy pod Bentonville główny wysiłek wzięły na siebie pozostałe armie Shermana. 26 kwietnia 1865 roku generał Joseph E. Johnston poddał Shermanowi wszystkie armie konfederackie w obu Karolinach, Georgii i na Florydzie. 19 maja John A. Logan został ostatnim dowódcą Armii Tennessee.

### Likwidacja
Departament Tennessee brał udział w paradzie w Waszyngtonie. Wojska maszerowały jako Wielka Zachodnia Armia Shermana. Armia Tennessee została oficjalnie rozwiązana 1 sierpnia 1865 roku.

## Dowódcy
Okręg Cairo
| Dowódca                     | Od              | Do             | Główne bitwy              |
| --------------------------- | --------------- | -------------- | ------------------------- |
| gen. bryg. Ulysses S. Grant | 23 grudnia 1861 | 21 lutego 1862 | Fort Henry, Fort Donelson |

Armia Zachodniego Tennessee
| Dowódca                    | Od               | Do                   | Główne bitwy        |
| -------------------------- | ---------------- | -------------------- | ------------------- |
| gen. mjr Ulysses S. Grant  | 21 lutego 1862   | 30 kwietnia 1862     | Shiloh              |
| gen. mjr Ulysses S. Grant. | 30 kwietnia 1862 | 10 czerwca 1862      | Oblężenie Corinthu  |
| gen. mjr Ulysses S. Grant  | 10 czerwca 1862  | 24 października 1862 | Corinth (część sił) |

Army of the Tennessee
| Dowódca                     | Od                   | Do                   | Główne bitwy               |
| --------------------------- | -------------------- | -------------------- | -------------------------- |
| gen. mjr Ulysses S. Grant   | 16 października 1862 | 24 października 1863 | Oblężenie Vicksburga       |
| gen. mjr William T. Sherman | 24 października 1863 | 26 marca 1864        | Chattanooga                |
| gen. mjr James B. McPherson | 26 marca 1864        | 22 lipca 1864        | Kampania atlancka, Atlanta |
| gen. mjr John A. Logan      | 22 lipca 1864        | 27 lipca 1864        | Atlanta                    |
| gen. mjr Oliver O. Howard   | 27 lipca 1864        | 19 maja 1865         | Marsz Shermana             |
| gen. mjr John A. Logan      | 19 maja 1865         | 1 sierpnia 1865      |                            |